# Dolní Vlkýš
Dolní Vlkýš je část statutárního města Plzeň, součást městského obvodu Plzeň 9-Malesice v okrese Plzeň-město v Plzeňském kraji. Rozkládá se asi osm kilometrů od centra města. V současné době probíhá ve Vlkýši výstavba nových rodinných domů. Dolní Vlkýš je také katastrálním územím o výměře 2,38 km².

## Historie
První písemná zmínka o vesnici pochází z roku 1115.

## Obyvatelstvo
| Rok            | 1869 | 1880 | 1890 | 1900 | 1910 | 1921 | 1930 | 1950 | 1961 | 1970 | 1980 | 1991 | 2001 | 2011 | 2021 |
| -------------- | ---- | ---- | ---- | ---- | ---- | ---- | ---- | ---- | ---- | ---- | ---- | ---- | ---- | ---- | ---- |
| Počet obyvatel | 150  | 147  | 153  | 151  | 149  | 153  | 141  | 77   | 60   | 60   | 34   | 10   | 11   | 57   | 154  |
| Počet domů     | 25   | 25   | 26   | 27   | 27   | 29   | 29   | 19   | 19   | 14   | 12   | 7    | 6    | 21   | 52   |

## Obecní správa
Při sčítání lidu v letech 1869–1950 Dolní Vlkýš byl samostatnou obcí, se kterým patřil nejprve do okresu Stříbro, ale v roce 1950 v okrese Plzeň-okolí. V letech 1961–2002 byl částí obce Malesice v okrese Plzeň-sever. Součástí Plzně se stal 1. ledna 2003 jako součást dosavadní obce Malesice.

## Zajímavosti ve vsi a okolí

### Kaplička sv. Jiří

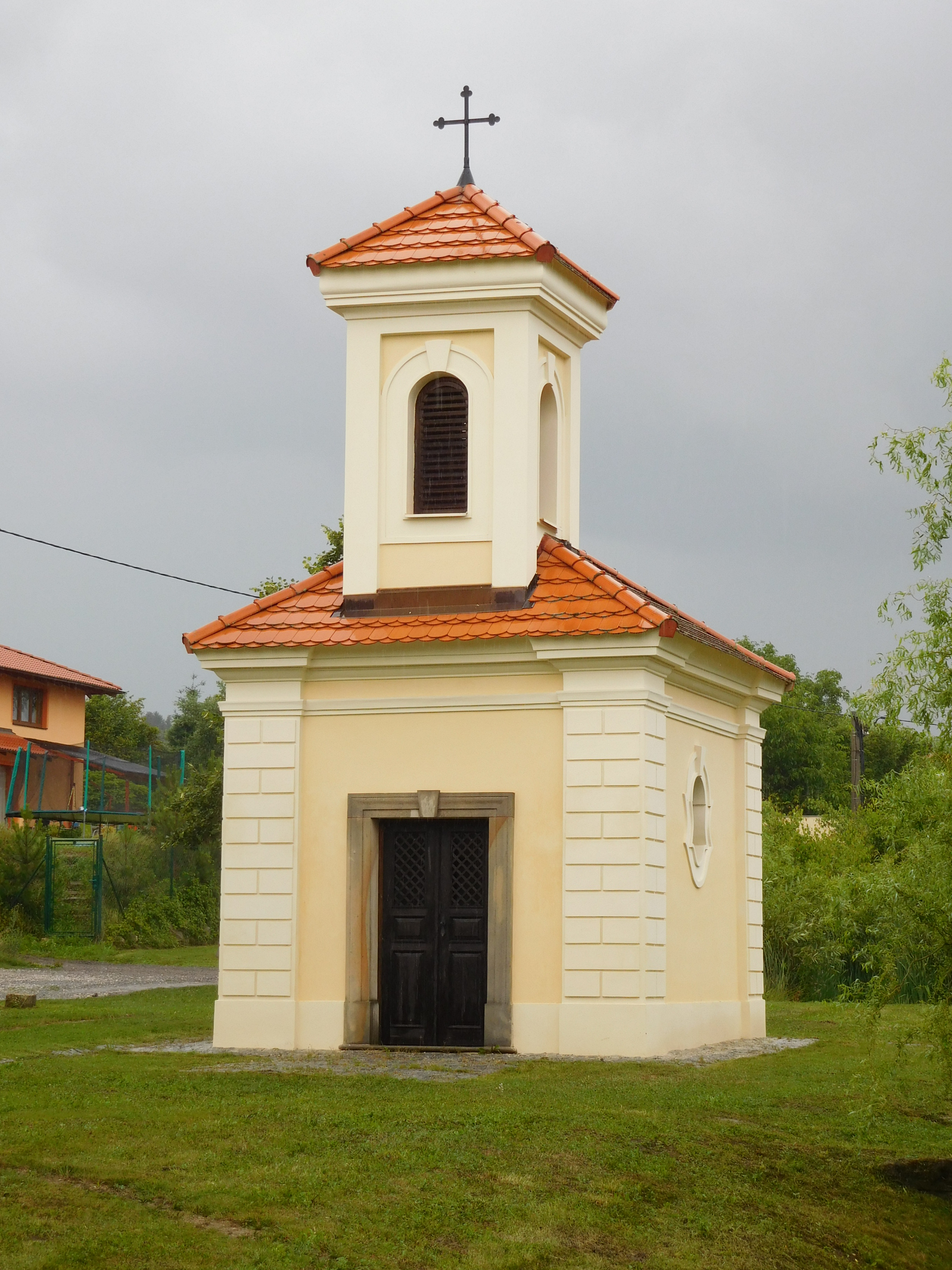
Kaple sv. Jiří

Uprostřed vesnice se na návsi nachází kaple svatého Jiří. Je to menší kamenná stavba čtvercového půdorysu s věžičkou v průčelí. Vystavěná byla před rokem 1850. V roce 1998 byla rekonstruována.

### Zřícenina hradu Komberk
Hrad Komberk Ojíře z Komberka byl založen roku 1313. V roce 1420 byl pobořen husity, poté však byl obnoven. Definitivně byl opuštěn v první polovině 16. století. Po roce 1558 se již uvádí jako pustý. Z hradu se dochovala částečně do skály tesaná místnost a terénní nerovnosti na ploše podhradí. Nachází se asi jeden kilometr západním směrem od vesnice.

### Barokní dvůr Kumberk
Asi 500 m po silnici pod hradem směrem na sever se nachází barokní dvůr Kumberk ze 16. století, na jehož stavbu byl hrad rozebírán.